# باساویلباسو
باساویلباسو (به اسپانیایی: Basavilbaso) یک منطقهٔ مسکونی در آرژانتین است که در منطقه اروگوئه دپارتمان واقع شده‌است. باساویلباسو ۹٬۷۴۲ نفر جمعیت دارد.